# Politisk leder
 Denne artikel omhandler overvejende eller alene danske forhold. Hjælp gerne med at gøre artiklen mere almen.
En politisk leder er, hos nogle af de danske politiske partier, den ledende figur i partiets parlamentariske arbejde. Radikale Venstre, Alternativet og Liberal Alliance benytter alle en todelt organisatiorisk ledelsesstruktur, hvor at en landsformand hovedsageligt er ansvarlig for partiforeningens interne arbejde, medens den politiske leder er ansvarlig for partiets parlamentariske arbejde. 
I størstedelen af de danske partiforeninger, er der dog tradition for at begge ansvarsområder er centreret hos en enkelt formand.